# Daniel Miret
Daniel Miret García (Badalona, 25 giugno 1985) è un allenatore di pallacanestro spagnolo.

## Carriera

### Squadra
Dopo aver allenato nel settore giovanile della Joventut Badalona, il 5 luglio 2018 diventa l'allenatore del Prat, club affiliato a quello neroverde, con cui resta anche nelle due stagioni successive. Il 16 luglio 2021 fa ritorno alla Joventut Badalona, entrando nello staff di Carles Durán come vice
Il 9 aprile 2024 diventa l'allenatore della Penya, con cui firma fino al 2026.

### Nazionale
Con le nazionali giovanili spagnole ha vinto l'Europeo Under-16 del 2019, l'Europeo Under-18 del 2022 e il Mondiale Under-19 del 2023.